# Муби (народ)
Муби (самоназвание — монжул) — народ, населяющий верховья рек Бахта и Саламат в Чаде. К муби близки бидьо, дангалеат, джонкор (юнгор), сокоро (беданга) и могум. Муби — мусульмане-сунниты. Говорят на языке чадской группы афразийской семьи — муби. Основные занятия — разведение скота, охота, поливное и террасное земледелие, собирательство. Муби производят ткани, изделия из кожи, плетёные изделия из тростника, керамику, различные женские украшения.
Поселения компактные, состоящие из круглых хижин. Крыши в основном конические, спускающиеся очень низко, стены из циновок, глины. Зернохранилища бутлеобразной формы, также глиняные. Все селения окружены земляным валом или оградой из колючего кустарника.
Мужчины носят туникообразные рубахи с широкими рукавами и широкие штаны. Одежда женщин состоит из разнообразных длинных платьев, выполненных из полосатых ярких или тёмных тканей, платков.
Основная пища — каши из риса, лепёшки из сорго, проса, и т. д., сделанных на молоке, финики, фрукты, блюда из овощей.
Большесемейная община является основной социальной ячейкой. Патрилинейные линиджи образуют роды, возглавляемые вождями разных рангов. Распространена полигиния, брак вирилокальный.